# Thaumatopsis digrammellus
Thaumatopsis digrammellus là một loài bướm đêm trong họ Crambidae.